# Fernando Balzaretti
Fernando Balzaretti (Cidade do México, 10 de junho de 1946 - 5 de setembro de 1998) foi um ator mexicano de cinema, teatro e televisão.

## Biografia
Nascido em 1946, no México, trabalhou como um jornalista. Ele começou sua carreira como ator no final dos anos 60.
Estreou na televisão em 1973, na novela Mi primer amor. Ele foi nomeado para o prêmio Ariel em 3 ocasiões: dois no mesmo ano (1988) na categoria de Melhor Co-atuação Masculina; e Melhor Ator por Dias Difíceis , ganhando o primeiro.
. 
Ainda no mesmo ano, protagonizou a novela Dos vidas, ao lado de Rebecca Jones..
Em 1990 interpreta o antagonista da novela Destino, o que lhe rendeu indicação à categoria de melhor ator antagonista no Prêmio TVyNovelas de 1991.
Seu último trabalho foi feito na novela Huracán em 1997.
Ele morreu em 5 de setembro de 1998,  na Cidade do México, aos 52 anos, como resultado de uma embolia que o manteve em coma por sete meses.

## Carreira

### Telenovelas
- Huracán (1997 - 1998) .... Ezequiel Vargaslugo
- Cañaveral de pasiones (1996) .... Padre Refugio "Cuco" Rosales
- Acapulco, cuerpo y alma (1995 - 1996) .... Aurelio García
- Si Dios me quita la vida (1995) .... Santiago Hernández
- Buscando el paraíso (1993 - 1994) .... Don Luis
- Ángeles sin paraíso (1992) .... Morrongo
- Destino (1990) .... René Kamini
- Dos vidas (1988) .... Dr. Marcelo Ascencio
- Amor en silencio (1988) .... Jorge Trejo
- La gloria y el infierno (1986) .... Sergio Vallarta
- Eclipse (1984) .... Simón
- El derecho de nacer (1981) .... Ricardo del Río
- La divina Sarah (1980) .... Luis Verneuil
- Juventud (1980) .... Enrique
- Pasiones encendidas (1978) .... Antonio Reyes
- Mi primer amor (1973) .... Ricardo

### Películas
- Sucesos distantes (1996)
- Una luz en la escalera (1994)
- Kino: la leyenda del padre negro (1993)
- Gertrudis (1992)
- Ciudad de ciegos (1991)
- Sandino (1990)
- Días difíciles (1987)
- Muelle rojo (1987)
- La rebelión de los colgados (1986)
- Crónica de familia (1986)
- Bandera rota (1979)
- Lo mejor de Teresa (1976)
- Longitud de guerra (1976)
- El esperado amor desesperado (1976)
- El ausente (1972)
- Fin de fiesta (1972)
- Ya sé quien eres (te he estado observando) (1972)
- Las reglas del juego (1971)
- Jóvenes de la Zona Rosa (1970)
- Antojitos mexicanos (1983)

### Teatro
- Los asesinos ciegos (1970), de Héctor Mendoza.
- Severa vigilancia (1970), de Jean Genet.

## Prêmios e indicações

### Prêmio TVyNovelas
| Ano  | Categoria    | Telenovela | Resultado |
| ---- | ------------ | ---------- | --------- |
| 1991 | Melhor vilão | Destino    | Nomeado   |

### Prêmios Ariel
| Año  | Categoria                   | Filme                            | Resultado |
| ---- | --------------------------- | -------------------------------- | --------- |
| 1994 | Melhor Co-atuação Masculina | Kino: la leyenda del padre negro | Nomeado   |
| 1988 | Melhor Ator                 | Días difíciles                   | Nomeado   |
| 1988 | Melhor Co-atuação Masculina | Muelle rojo                      | Ganhador  |